# Хументки
Хуме́нтки (пол. Chumiętki) — село в Польше, входит в гмину Кробя Гостыньского повята Великопольского воеводства. В 1975—1998 гг. входило в состав Лешненского воеводства. Как административно-территориальная единица Хументки является солецтвом. От центра гмины, Кроби, село располагается к западу, от центра повята, Гостыни, и от центра воеводства, Познани — к югу. Численность населения 252 человека (на 2009 год). Хументки — часть исторической области Бискупины, её жители являются представителями субэтнической группы бискупян.
Хументки находятся на территории парафии (прихода) Святого Николая в Кроби, относящейся к Кробскому деканату Познанской архиепархии.

## История села
Впервые Хументки упоминаются в исторических источниках с XIII века. В 1294 году село (называвшееся в то время Уненты) было переведено на немецкое право. В 1307 году большая часть села была выкуплена епископом Познани. Точной даты, когда оно полностью оказалось во владении епископов, неизвестно, приблизительно это произошло в течение XVI века, когда на землях села был основан фольварк. Первоначальная плата каждым десятым снопом урожая, собираемым с крестьян, постепенно была заменена на плату зерном, серебром или чиншем. В письменных источниках XV века упоминается о наличии в Хументках ветряной мельницы и дубового леса рядом с селом. В конце XVIII века земли села перешли от епископов Познани в прусское владение. В период, когда Познанское княжество входило в состав Пруссии Хументки назывались по-немецки Мариенгейм (кроме поляков, в Хументках жили также немцы). В соответствии с законом 1823 года крестьяне Хументок не были освобождены, их земли продолжали находиться в государственной собственности, а с 1851 года были проданы в частные руки. В межвоенный период сюда переехали миссионеры Облатов Непорочной Девы Марии.
В настоящее время доля занятых в сельском хозяйстве жителей Хументок невелика, большинство из них занято в сфере услуг. Здания бывшего фольварка находятся в ведении органов социального обеспечения Гостыни.

## Народная культура
Жители села Хументки стараются поддерживать местные бискупянские культуру и обычаи, принимают участие в связанных с этим различных мероприятиях (праздниках, концертах), одевая для таких случаев народные бискупянские костюмы. Известные в Бискупине исполнительница народных песен Йозефа Славиньска и рассказчица Теодосия Якушковяк являются уроженками села Хументки.